# Łękno (województwo wielkopolskie)
Łękno – osada w Polsce położona w województwie wielkopolskim, w powiecie średzkim, w gminie Zaniemyśl.
W latach 1975–1998 miejscowość administracyjnie należała do województwa poznańskiego.
Od 1 sierpnia 2019 roku miejscowość jako jedna z czterech w gminie Zaniemyśl posiada bezpośrednie połączenie autobusowe z Kórnikiem i Poznaniem – linie nr 560 i 561 obsługiwane przez Kombus na zlecenie Zarządu Transportu Miejskiego w Poznaniu.

## Pałac w Łęknie
Od XIX wieku wieś była własnością Potulickich, dla których architekt Stanisław Hebanowski zaprojektował pałac. Budynek wzniesiono po 1857 r. w obszernym parku w pobliżu jeziora Małe Jeziory. W 1887 r. pałac został przebudowany w stylu eklektycznym. Do połowy stycznia 1945 r. pałac z majątkiem ziemskim znajdował się w rękach niemieckich. Ostatnią właścicielką była wnuczka Kennemanna po mężu – Juanne.
Opuszczony majątek przejął Skarb Państwa. Pałac został wykorzystany na cele kulturalne i oświatowe. Od jesieni 1945 r. w budynku pałacu rozpoczął działalność Uniwersytet Ludowy. W 1950 roku obiekt został przekazany na potrzeby Wojewódzkiego Ośrodka Szkolenia Kadr Spółdzielczości Produkcyjnej, szkolono w nim przyszłych księgowych, przewodniczących RSP, brygadzistów polowych, pszczelarzy, bilansistów oraz instruktorów rachunkowości rolniczej. Ponieważ ośrodek stale się rozwijał, w latach 1951-1952 dobudowano nowe skrzydło, w którym urządzono sale wykładowe oraz internat. 
W październiku 1981 roku założono Zespół Szkół Rolniczych w Łęknie, w skład którego wchodziły Zasadnicza Szkoła Rolnicza, trzyletnie Technikum Rolnicze, pięcioletnie Technikum Rolnicze. Pod tą nazwą szkoła funkcjonowała do 1998 roku. Następnie funkcjonowała jako Zespół Szkół Ekonomicznych w Łęknie.
Od 2015 roku pałac jest własnością Gminy Zaniemyśl, która w budynku zlokalizowała najpierw gimnazjum działające w ramach Zespołu Szkół, a po reformie edukacji jest to jeden z budynków Szkoły Podstawowej im. Ryszarda Berwińskiego w Zaniemyślu.
Przy leśniczówce Łękno znajduje się kemping z wigwamem – w bezpośrednim sąsiedztwie jeziora Łękno.